# Parameletus minor
Parameletus minor is een haft uit de familie Siphlonuridae. De wetenschappelijke naam van de soort is voor het eerst geldig gepubliceerd in 1909 door Bengtsson.
De soort komt voor in het Palearctisch gebied.